# 1729 en philosophie
Chronologie de la philosophie
- 1725
- 1726
- 1727
- 1728
- 1729
- 1730
- 1731
- 1732
- 1733

L’année 1729 a été marquée, en philosophie, par les événements suivants :

## Publications
- Samuel Colliber, The Christian Religion Founded on Reason: Or, Two Essays on Natural and Revealed Religion, Londres, J. Knapton et R. Robinson.

## Naissances
- 12 janvier : Edmund Burke, homme politique et philosophe irlandais, mort le 9 juillet 1797..

## Décès
- 2 mars : Francesco Bianchini, historien, philosophe et astronome italien, né le 13 décembre 1662.

- 17 mai : Samuel Clarke, théologien britannique, né le 11 octobre 1675.

- 13 décembre : Anthony Collins, libre penseur et philosophe anglais, né le 21 juin 1676.